# José de Jesús Pimiento Rodriguez
José de Jesús Pimiento Rodriguez, né le 18 février 1919 à Zapatoca et mort le 3 septembre 2019 à Floridablanca, est un cardinal colombien, archevêque émérite de Manizales à partir de 1996.

## Biographie

### Prêtre
José de Jesús Pimiento Rodriguez est ordonné prêtre le 14 décembre 1941 par Ismael Perdomo Borrero, archevêque de Bogota. Il est incardiné au diocèse de Socorro et San Gil.

### Évêque
Le 14 juin 1955, Pie XII le nomme évêque titulaire d'Apollonis, évêque auxiliaire de San Juan de Pasto. José de Jesús Pimiento Rodriguez reçoit la consécration épiscopale le 28 août suivant des mains du cardinal Crisanto Luque Sánchez, alors archevêque de Bogota.
Jean XXIII le nomme évêque de Montería le 30 décembre 1959 puis Paul VI le transfère au diocèse de Garzón-Neiva le 29 février 1964. Le 24 juillet 1972, le diocèse cède une partie de son territoire pour créer le diocèse de Neiva. Il reste alors évêque de Garzón. 
Le 22 mai 1975, il est nommé archevêque métropolitain de Manizales, charge à laquelle il renonce pour limite d'âge le 15 octobre 1996 après plus de quarante années d'épiscopat.

### Cardinal
José de Jesús Pimiento Rodriguez est créé cardinal, non électeur car âgé de plus de 80 ans, le 14 février 2015 par le pape François, en même temps que 19 autres prélats,, et reçoit le titre de San Giovanni Crisostomo a Monte Sacro Alto. Âgé de 95 ans et résidant au Foyer de Charité San Pablo à Bucaramanga en Colombie, il n'est pas présent à Rome pour le consistoire. Il reçoit la barrette le 28 février dans la cathédrale de l'Immaculée-Conception de Bogota des mains du cardinal Rubén Salazar Gómez, archevêque de cette ville.
À la mort du cardinal Loris Francesco Capovilla le 26 mai 2016, il devient le membre le plus âgé du collège cardinalice.
Il meurt centenaire le 3 septembre 2019 à l'âge de 100 ans et 197 jours. Roger Etchegaray lui succède brièvement comme cardinal le plus âgé, jusqu'à son propre décès le lendemain.

## Succession apostolique
José de Jesús Pimiento Rodriguez a ordonné les évêques suivants :
- Évêque Rodrigo Escobar Aristizábal (de) (1982)
- Archevêque José Miguel Gómez Rodríguez (es) (2005)